# Gliesmaroder Turm
| \| \|                                                                             |
| Der Gliesmaroder Turm. Der Verlauf der Braunschweiger Landwehr ist blau markiert. |
| Gliesmaroder Turm · Karte Braunschweigs mit dem Verlauf der Landwehr.             |

Der Gliesmaroder Turm war einer von sieben Wehrtürmen der Braunschweiger Landwehr, der mittelalterlichen, äußeren Befestigung der Stadt Braunschweig. Er befand sich etwa zwei Kilometer nordöstlich der einstigen Stadtgrenzen, im heutigen Stadtteil Gliesmarode.

## Geschichte
Nachdem der Rat der Stadt im Jahr 1376 beschlossen hatte, mit der Landwehr einen äußeren Verteidigungswall im Braunschweiger Umland weit vor den eigentlichen Stadtbefestigungsanlagen zu errichten, wurde der Wehrturm vor 1406 an der altmärkischen Handelsstraße, der heutigen Berliner Straße, als Befestigungsturm erbaut.
Der Turm lag etwa zwei Kilometer nordöstlich vor den Toren der Stadt an der Querung von Mittelriede und Wabe sowie deren Auen. Der Turm lag deutlich näher zur Stadt als die anderen, weil hier wegen des sumpfigen Geländes im Verlauf der Landwehr nach Norden und Süden keine besonderen Befestigungen notwendig waren.
Bei den Belagerungen der Stadt Braunschweig von 1492 und 1550 wurde er zerstört und wiederaufgebaut, im Jahre 1763 verkauft und dann schließlich abgerissen.
Danach entstand an gleicher Stelle das bis heute erhaltene, gleichnamige und als Gaststätte genutzte Gebäude, von dem aus der Gastwirt im 18. und 19. Jahrhundert Chausseegeld erheben durfte.
Der Gliesmaroder Turm stellt heute, am Standort Berliner Straße 105, ein aus unterschiedlich hohen und verschieden alten Fachwerk- und Massivbaukörpern zusammengesetztes Gebäudeensemble dar. Am westlichen Teil mit dem schieferverkleideten Fachwerkobergeschoss findet sich noch Bausubstanz aus dem 18. Jahrhundert.
Während des Dritten Reiches waren in den 1940er Jahren einhundert polnische Zwangsarbeiterinnen, die für die Konservenfabriken Heine & Co. und P. Lindner sowie außerhalb der Erntesaison für die Firma Fricke & Nacke arbeiteten, im Gliesmaroder Turm untergebracht.

Der Gliesmaroder Turm um 1839, Stich von Wilhelm Pätz
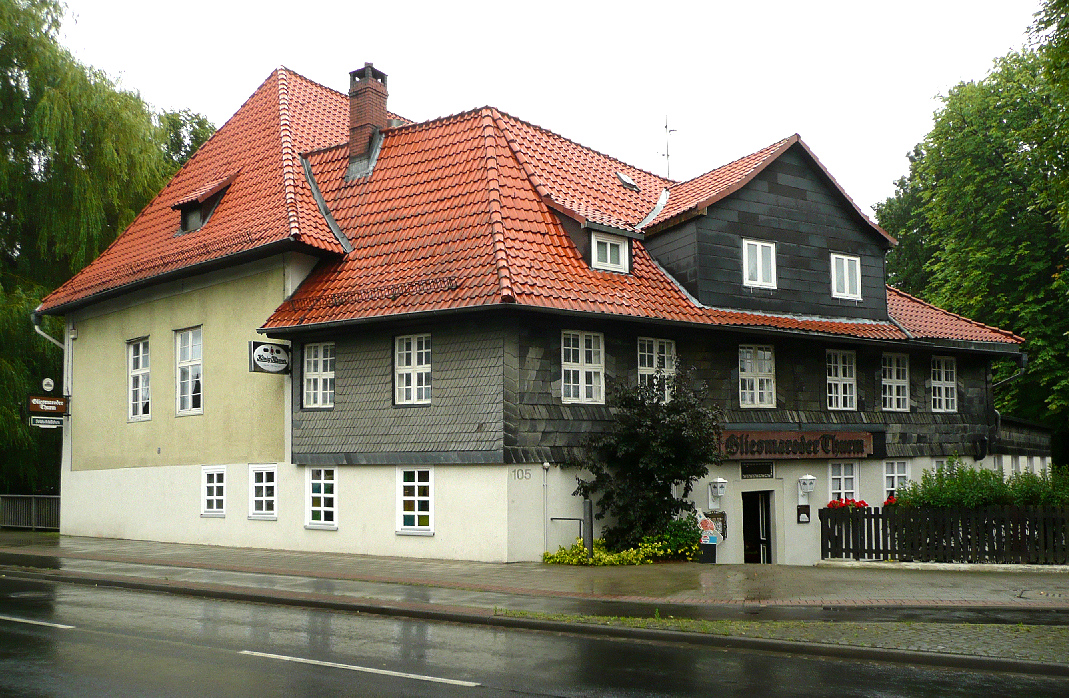
Gliesmaroder Turm 2011